# Julia Hartwig
Julia Hartwig-Międzyrzecka (n. 14 august 1921, Lublin; d. 14 iulie 2017, Pennsylvania) a fost o poetă, eseistă și traducătoare poloneză de literatură. 
Și-a făcut studiile la Universitatea din Varșovia și Universitatea Catolică din Lublin. În anii 1947-1950 s-a aflat în Franța. În 1970-1974, împreună cu soțul Artur Międzyrzecki s-a aflat în SUA, unde a participat la programul International Writing Program. 
A făcut traduceri în limba polonă din operele unor poeți, precum: Guillaume Apollinaire, Allen Ginsberg, Max Jacob, Blaise Cendrars, Pierre Reverdy, Marianne Moore, William Carlos Williams.  
În 2015 Universitatea Adam Mickiewicz din Poznań i-a conferit titlul de Doctor Honoris Causa. 

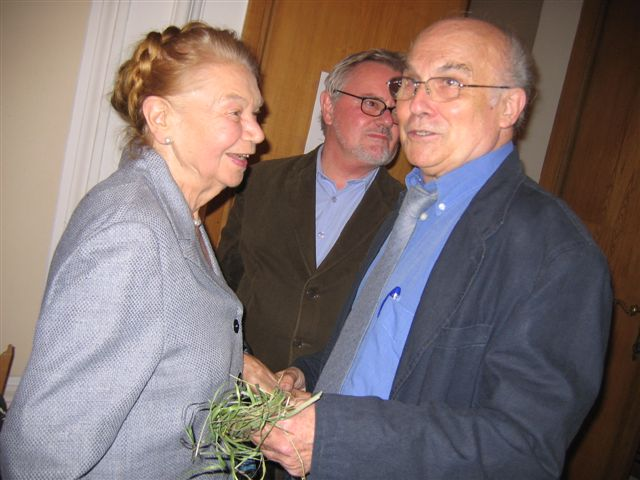
Julia Hartwig, Anders Bodegard, și Ryszard Kapuscinski (2006)

## Creații
- Z niedalekich podróży / Din călătorii nedepărtate (reportaje; LSW 1954)
- Pożegnania (poezje; Czytelnik 1956)
- Jaś i Małgosia / Jaś și Małgosia (basm pentru copii; în cooperare cu Artur Międzyrzecki; premiera la Teatrul Komedia 1961; Wydanie w publikacji pt. Bajki zza kurtyny, Centralny Ośrodek Metodyczny Upowszechniania Kultury 1972, wespół z tekstem Aleksandra Rymkiewicza)
- Pierwsze przygody Poziomki (utwór dla dzieci; wespół z Arturem Międzyrzeckim; Nasza Księgarnia 1961; jako Przygody Poziomki: Nasza Księgarnia 1967)
- Tomcio Paluch (bajka dla dzieci; wespół z Arturem Międzyrzeckim; premiera w Teatrze Komedia 1962)
- Apollinaire (monografia; PIW 1962, 1964, 1972; tłum. czeskie: Odeon 1966, tłum. węgierskie: Gondat 1968, tłum. rosyjskie: Progress 1971, tłum. francuskie: Mercure de France 1972)
- Pan Nobo. Dalsze przygody Poziomki (utwór dla dzieci; wespół z Arturem Międzyrzeckim; Nasza Księgarnia 1964; jako Przygody Poziomki: Nasza Księgarnia 1967)
- Wielki pościg (powieść dla młodzieży; wespół z Arturem Międzyrzeckim; Nasza Księgarnia 1969)
- Wolne ręce / Mâini libere (poezie; PIW 1969)
- Zguba Michałka (bajka dla dzieci; Nasza Księgarnia 1969)
- Dwoistość (poezje; Czytelnik 1971)
- Gérard de Nerval (monografia; PIW 1972)
- Czuwanie (poezje; Czytelnik 1978)
- Chwila postoju (miniatury poetyckie; Wydawnictwo Literackie 1980, ISBN 83-08-00323-0)
- Dziennik amerykański (szkice; Państwowy Instytut Wydawniczy 1980, ISBN 83-06-00407-8)
- Wybór wierszy (Czytelnik 1981, ISBN 83-07-00241-9)
- Poezje wybrane (seria: „Biblioteka Poetów”; LSW 1983, ISBN 83-205-3515-8)
- Obcowanie (poezje; Czytelnik 1987, ISBN 83-07-01608-8)
- Czułość / Tandrețea (poezie; Znak 1992, ISBN 83-7006-031-5)
- Żelazowa Wola (zdjęcia: Edward Hartwig, Ewa Hartwig-Fijałkowska, tekst: Julia Hartwig; Voyager 1993, ISBN 83-85496-19-X)
- Nim opatrzy się zieleń (wybór poezji; Znak 1995, ISBN 83-7006-326-8)
- Jak długo trwać będą dawne imiona (Przemyśl: Gdzie Indziej 1996)
- Lżejszym głosem: wiersze z różnych lat (Bis 1998, ISBN 83-87082-43-0)
- Zobaczone / Văzute (poezje; a5 1999, ISBN 83-85568-40-9)
- Przemija postać świata (wybór poezji; Prószyński i S-ka 1999, ISBN 83-7180-448-2)
- Zawsze od nowa: 100 wierszy (wybór poezji; Twój Styl 1999, ISBN 83-7163-147-2)
- Wybór wierszy / Alegerea versului (seria: „Złota Kolekcja Poezji Polskiej”; Państwowy Instytut Wydawniczy 2000, ISBN 83-06-02758-2)
- Zawsze powroty – dzienniki podróży (Sic! 2001, ISBN 83-86056-77-0; wyd. 2 poprawione jako Zawsze powroty. Z dzienników podróży, Sic! 2005, ISBN 83-88807-75-7)
- Nie ma odpowiedzi (poezje; Sic! 2001, ISBN 83-86056-98-3)
- Pięć wierszy (Wydawnictwo Uniwersytetu Marii Curie-Skłodowskiej 2002, ISBN 83-227-1898-5)
- Wiersze amerykańskie (Sic! 2002, ISBN 83-88807-05-6)
- Błyski (poezje; Sic! 2002, ISBN 83-88807-21-8)
- Mówiąc nie tylko do siebie. Poematy prozą (razem z płytą CD, z głosem poetki; Sic! 2003, ISBN 83-88-80732-2)
- Bez pożegnania (poezje; Sic! 2004, ISBN 83-88807-60-9; Nominacja do Śląskiego Wawrzynu Literackiego, luty 2005)
- Pisane przy oknie / Scrise lîngă fereastră (felietony; Biblioteka „Więzi” [t. 156] 2004, ISBN 83-88032-67-4)
- W objęciach świata (wybór poezji; Anagram 2004, ISBN 83-86-08670-7)
- Zwierzenia i błyski (poezje i proza poetycka; Sic! 2004, ISBN 83-88807-45-5)
- Wybrańcy losu (eseje wspomnieniowe; Sic! 2006, ISBN 83-88807-99-4)
- Podziękowanie za gościnę / Mulțumiri pentru ospitalitate  (słowo/obraz terytoria 2006)
- To wróci (Sic! 2007, ISBN 978-83-60457-44-3)
- Trzecie błyski (Sic! 2008)
- Jasne niejasne (poezje; a5 2009)
- Wiersze wybrane (wybór poezji; a5 2010, ISBN 978-83-61298-23-6)
- Gorzkie żale (poezje; a5 2011, ISBN 978-83-61298-30-4)
- Powroty (poezje; Ośrodek „Brama Grodzka-Teatr NN” 2011, ISBN 978-83-61064-24-4)
- Zapisane (a5, 2013)